# Bill van Dijk
Willem Edsger van Dijk, detto Bill (Rotterdam, 22 dicembre 1947), è un cantante e attore olandese.
Ha rappresentato i Paesi Bassi all'Eurovision Song Contest 1982 col brano Jij en ik, classificandosi al sedicesimo posto finale.